# Scottish League Cup 2019-2020
La Scottish League Cup 2019-20 è stata la 74ª edizione della seconda più prestigiosa competizione ad eliminazione diretta della Scozia, che per ragioni di sponsorizzazione viene chiamata Betfred Cup.
A vincere il trofeo, per la 19ª volta nella propria storia, quarta consecutiva, è stato il Celtic che, nella finale dell'8 dicembre, ha sconfitto per 1-0 i Rangers.

## Formula
La formula della competizione prevede tre turni ad eliminazione diretta e la finale, successivi ad una prima fase, con 8 gironi all'italiana da 5 squadre. Ogni squadra affronta le altre una sola volta, per un totale di 4 incontri. Si qualificano per la fase successiva le 8 squadre prime classificate e le 4 migliori seconde classificate, cui si uniscono le 4 squadre qualificate per le competizioni UEFA. Gli incontri a eliminazione diretta si svolgono in partite di sola andata, in caso di parità si procede con i tempi supplementari ed eventualmente ai tiri di rigore.

### Attribuzione del punto supplementare
Per aumentare lo spettacolo nelle partite della fase a gironi, la SPFL ha deciso, in caso di parità al termine dei tempi regolamentari, che verranno battuti i tiri di rigore: a ciascuna squadra viene comunque attribuito un punto, ma alla squadra che vincerà ai tiri di rigore verrà assegnato un ulteriore punto.

## Calendario
| Turno            | Prima partita              |
| ---------------- | -------------------------- |
| Fase a gironi    | 12 luglio - 28 luglio 2019 |
| 2º turno         | 17 agosto 2019             |
| Quarti di finale | 25 settembre 2019          |
| Semifinali       | 2 novembre 2019            |
| Finale           | 8 dicembre 2019            |

## Fase a gironi
Il sorteggio della fase a gironi si è svolto il 28 maggio 2019 in diretta sul canale Youtube SFPL.

### Girone A
| Squadra       | P.ti | G | V | P | S | RF | RS | DR |
| ------------- | ---- | - | - | - | - | -- | -- | -- |
| Hearts        | 9    | 4 | 2 | 2 | 0 | 6  | 3  | +3 |
| East Fife     | 8    | 4 | 2 | 1 | 1 | 5  | 3  | +2 |
| Dundee Utd    | 7    | 4 | 2 | 1 | 1 | 6  | 4  | +2 |
| Stenhousemuir | 3    | 4 | 1 | 0 | 3 | 4  | 6  | -2 |
| Cowdenbeath   | 3    | 4 | 1 | 0 | 3 | 2  | 7  | -5 |

|               | COW   | DUU       | EAS   | HEA       | STE   |
| Cowdenbeath   |       |           | 2 - 0 | 0 - 2     |       |
| Dundee Utd    | 3 - 0 |           | 0 - 2 |           |       |
| East Fife     |       |           |       | 8 - 7 (r) | 2 - 0 |
| Hearts        |       | 6 - 4 (r) |       |           | 2 - 1 |
| Stenhousemuir | 2 - 0 | 1 - 2     |       |           |       |

### Girone B
| Squadra         | P.ti | G | V | P | S | RF | RS | DR  |
| --------------- | ---- | - | - | - | - | -- | -- | --- |
| Ross County     | 12   | 4 | 4 | 0 | 0 | 12 | 2  | +10 |
| Forfar Athletic | 9    | 4 | 3 | 0 | 1 | 9  | 4  | +5  |
| Montrose        | 5    | 4 | 1 | 1 | 2 | 4  | 9  | -5  |
| St. Johnstone   | 3    | 4 | 1 | 0 | 3 | 6  | 5  | +1  |
| Brechin City    | 1    | 4 | 0 | 1 | 3 | 1  | 12 | -11 |

|                 | BRE   | FOR   | MON       | ROS   | STJ   |
| Brechin City    |       |       | 3 - 5 (r) | 0 - 4 |       |
| Forfar Athletic | 3 - 0 |       |           |       | 2 - 1 |
| Montrose        |       | 1 - 4 |           |       | 1 - 0 |
| Ross County     |       | 2 - 0 | 4 - 1     |       |       |
| St. Johnstone   | 4 - 0 |       |           | 1 - 2 |       |

### Girone C
| Squadra         | P.ti | G | V | P | S | RF | RS | DR |
| --------------- | ---- | - | - | - | - | -- | -- | -- |
| Hibernian       | 11   | 4 | 3 | 1 | 0 | 8  | 1  | +7 |
| Alloa Athletic  | 7    | 4 | 2 | 1 | 1 | 8  | 8  | 0  |
| Arbroath        | 6    | 4 | 2 | 0 | 2 | 10 | 8  | +2 |
| Elgin City      | 5    | 4 | 1 | 1 | 2 | 7  | 7  | 0  |
| Stirling Albion | 1    | 4 | 0 | 1 | 3 | 3  | 12 | -9 |

|                 | ALL   | ARB   | ELG       | HIB       | STI   |
| Alloa Athletic  |       |       | 8 - 9 (r) |           | 2 - 1 |
| Arbroath        | 2 - 3 |       | 2 - 1     |           |       |
| Elgin City      |       |       |           | 0 - 2     | 3 - 0 |
| Hibernian       | 2 - 0 | 3 - 0 |           |           |       |
| Stirling Albion |       | 1 - 6 |           | 5 - 6 (r) |       |

### Girone D
| Squadra      | P.ti | G | V | P | S | RF | RS | DR |
| ------------ | ---- | - | - | - | - | -- | -- | -- |
| Dundee       | 10   | 4 | 2 | 2 | 0 | 4  | 0  | +4 |
| Inverness    | 7    | 4 | 2 | 1 | 1 | 7  | 4  | +3 |
| Peterhead    | 6    | 4 | 1 | 2 | 1 | 3  | 4  | -1 |
| Cove Rangers | 4    | 4 | 1 | 1 | 2 | 6  | 5  | +1 |
| Raith Rovers | 3    | 4 | 1 | 0 | 3 | 4  | 11 | -7 |

|              | COV   | DUN       | INV       | PET       | RAI   |
| Cove Rangers |       | 2 - 3 (r) |           |           | 3 - 0 |
| Dundee       |       |           | 1 - 0     | 4 - 2 (r) |       |
| Inverness    | 3 - 2 |           |           |           | 4 - 1 |
| Peterhead    | 2 - 1 |           | 11-10 (r) |           |       |
| Raith Rovers |       | 0 - 3     |           | 3 - 1     |       |

### Girone E
| Squadra            | P.ti | G | V | P | S | RF | RS | DR  |
| ------------------ | ---- | - | - | - | - | -- | -- | --- |
| Motherwell         | 12   | 4 | 4 | 0 | 0 | 13 | 0  | +13 |
| Greenock Morton    | 8    | 4 | 2 | 1 | 1 | 14 | 8  | +6  |
| Queen of the South | 6    | 4 | 1 | 2 | 1 | 10 | 10 | 0   |
| Dumbarton          | 3    | 4 | 1 | 0 | 3 | 3  | 12 | -9  |
| Annan Athletic     | 1    | 4 | 0 | 1 | 3 | 3  | 13 | -10 |

|                    | ANN       | DUM   | GRE   | MOT   | QUE       |
| Annan Athletic     |           | 0 - 1 | 0 - 5 |       |           |
| Dumbarton          |           |       |       | 0 - 2 | 1 - 4     |
| Greenock Morton    |           | 6 - 1 |       |       | 7 - 6 (r) |
| Motherwell         | 4 - 0     |       | 4 - 0 |       |           |
| Queen of the South | 8 - 7 (r) |       |       | 0 - 3 |           |

### Girone F
| Squadra             | P.ti | G | V | P | S | RF | RS | DR |
| ------------------- | ---- | - | - | - | - | -- | -- | -- |
| Partick Thistle     | 10   | 4 | 3 | 1 | 0 | 8  | 5  | +3 |
| Hamilton Academical | 9    | 4 | 2 | 2 | 0 | 8  | 5  | +3 |
| Airdrieonians       | 5    | 4 | 1 | 1 | 2 | 7  | 8  | -1 |
| Queen's Park        | 5    | 4 | 0 | 3 | 1 | 4  | 5  | -1 |
| Clyde               | 1    | 4 | 0 | 1 | 3 | 6  | 10 | -4 |

|                 | AIR   | CLY       | HAM   | PAR       | QUE       |
| Airdrieonians   |       |           | 2 - 3 |           | 14-13 (r) |
| Clyde           | 2 - 3 |           | 1 - 3 |           |           |
| Hamilton Aca.   |       |           |       | 8 - 7 (r) | 5 - 6 (r) |
| Partick Thistle | 1 - 0 | 3 - 2     |       |           |           |
| Queen's Park    |       | 6 - 5 (r) |       | 1 - 2     |           |

### Girone G
| Squadra         | P.ti | G | V | P | S | RF | RS | DR  |
| --------------- | ---- | - | - | - | - | -- | -- | --- |
| Livingston      | 11   | 4 | 3 | 1 | 0 | 10 | 3  | +7  |
| Ayr Utd         | 7    | 4 | 2 | 1 | 1 | 12 | 5  | +7  |
| Falkirk         | 7    | 4 | 2 | 1 | 1 | 6  | 3  | +3  |
| Stranraer       | 5    | 4 | 1 | 1 | 2 | 9  | 5  | +4  |
| Berwick Rangers | 0    | 4 | 0 | 0 | 4 | 0  | 21 | -21 |

|                 | AYR   | BER   | FAL   | LIV       | STR       |
| Ayr Utd         |       |       | 2 - 1 |           | 7 - 8 (r) |
| Berwick Rangers | 0 - 7 |       | 0 - 3 |           |           |
| Falkirk         |       |       |       | 4 - 5 (r) | 1 - 0     |
| Livingston      | 2 - 1 | 5 - 0 |       |           |           |
| Stranraer       |       | 6 - 0 |       | 1 - 2     |           |

### Girone H
| Squadra       | P.ti | G | V | P | S | RF | RS | DR  |
| ------------- | ---- | - | - | - | - | -- | -- | --- |
| Dunfermline   | 9    | 4 | 3 | 0 | 1 | 13 | 3  | +10 |
| Albion Rovers | 7    | 4 | 2 | 1 | 1 | 3  | 7  | -4  |
| St. Mirren    | 6    | 4 | 1 | 2 | 1 | 3  | 3  | 0   |
| East Kilbride | 5    | 4 | 1 | 1 | 2 | 1  | 5  | -4  |
| Edinburgh     | 3    | 4 | 1 | 0 | 3 | 2  | 4  | -2  |

|                | ALB   | DUN   | EAS   | EDI   | STM       |
| Albion Rovers  |       |       |       | 2 - 1 | 3 - 4 (r) |
| Dunfermline    | 6 - 0 |       | 4 - 0 |       |           |
| East Kilbride  | 0 - 1 |       |       |       | 6 - 5 (r) |
| Edinburgh City |       | 1 - 0 | 0 - 1 |       |           |
| St. Mirren     |       | 2 - 3 |       | 1 - 0 |           |

### Migliori seconde classificate
Le migliori 4 squadre seconde classificate accedono al secondo turno della competizione.
| Pos. | Squadra             | Pt | G | V | N | P | GF | GS | DR |
| ---- | ------------------- | -- | - | - | - | - | -- | -- | -- |
| B    | Forfar Athletic     | 9  | 4 | 3 | 0 | 1 | 9  | 4  | +5 |
| F    | Hamilton Academical | 9  | 4 | 2 | 2 | 0 | 8  | 5  | +3 |
| E    | Greenock Morton     | 8  | 4 | 2 | 1 | 1 | 14 | 8  | +6 |
| A    | East Fife           | 8  | 4 | 2 | 1 | 1 | 5  | 3  | +2 |
| G    | Ayr Utd             | 7  | 4 | 2 | 1 | 1 | 12 | 5  | +7 |
| D    | Inverness           | 7  | 4 | 2 | 1 | 1 | 7  | 4  | +3 |
| C    | Alloa Athletic      | 7  | 4 | 2 | 1 | 1 | 8  | 8  | 0  |
| H    | Albion Rovers       | 7  | 4 | 2 | 1 | 1 | 3  | 7  | -4 |

## Secondo turno
Prendono parte a questo turno le prime classificate dei gironi e le quattro migliori seconde. Le quattro squadre qualificate alle competizioni UEFA entrano nella competizione in questo turno. Il sorteggio avverrà il 28 luglio 2019 al Tynecastle Stadium, subito dopo l'incontro tra Dundee e Inverness.
In grassetto le squadre che entrano in questo turno.
| Teste di serie | Non teste di serie  |
| -------------- | ------------------- |
| Aberdeen       | Dundee              |
| Celtic         | Dunfermline         |
| Hibernian      | East Fife           |
| Kilmarnock     | Forfar Athletic     |
| Livingston     | Greenock Morton     |
| Motherwell     | Hamilton Academical |
| Rangers        | Hearts              |
| Ross County    | Partick Thistle     |

### Risultati
| Squadra 1       | Risultato   | Squadra 2           |
| --------------- | ----------- | ------------------- |
| 16 agosto 2019  |             |                     |
| Motherwell      | 1 – 2       | Hearts              |
| 17 agosto 2019  |             |                     |
| Celtic          | 2 – 1 (dts) | Dunfermline         |
| Forfar Athletic | 1 – 2       | Livingston          |
| Hibernian       | 5 – 3 (dts) | Greenock Morton     |
| Kilmarnock      | 1 – 0 (dts) | Hamilton Academical |
| Partick Thistle | 3 – 2 (dts) | Ross County         |
| 18 agosto 2019  |             |                     |
| Dundee          | 1 – 2 (dts) | Aberdeen            |
| East Fife       | 0 – 3       | Rangers             |

## Quarti di finale
| Squadra 1         | Risultato       | Squadra 2       |
| ----------------- | --------------- | --------------- |
| 25 settembre 2019 |                 |                 |
| Celtic            | 5 – 0           | Partick Thistle |
| Hearts            | 2 – 2 (3-0 dtr) | Aberdeen        |
| Kilmarnock        | 0 – 0 (4-5 dtr) | Hibernian       |
| Livingston        | 0 – 1           | Rangers         |

## Semifinali
| Squadra 1       | Risultato | Squadra 2 |
| --------------- | --------- | --------- |
| 2 novembre 2019 |           |           |
| Hibernian       | 2 – 5     | Celtic    |
| 3 novembre 2019 |           |           |
| Rangers         | 3 – 0     | Hearts    |

## Finale
| Arbitro: | Willie Collum |

|  |           |             |
|  | Marcatori | 60’ Jullien |